# Abacetus overlaeti
Abacetus overlaeti là một loài bọ chân chạy thuộc phân họ Pterostichinae. Loài này được Burgeon mô tả lần đầu năm 1934.